# Full of Hell / Code Orange Kids
Full of Hell / Code Orange Kids es un split EP de las bandas de hardcore estadounidense Full of Hell y Code Orange. Fue lanzado el 17 de abril de 2012 a través de Topshelf Records. Ambas bandas estuvieron de gira en 2012. Code Orange lanzó un video musical dirigido por Max Moore para la canción «V (My Body Is a Well)» que contó con imágenes en vivo grabadas en una actuación de la banda en Louisville, Kentucky, mezclado con tomas "antropomorfas tipo Evil Dead."

## Lista de canciones
| Lado A: Full of Hell |                         |          |  |
| N.º                  | Título                  | Duración |  |
| 1.                   | «Fox Womb»              | 3:14     |  |
| 2.                   | «Reeds In a River, Dry» | 2:12     |  |

| Lado B: Code Orange Kids |                            |          |  |
| N.º                      | Título                     | Duración |  |
| 1.                       | «IV (My Mind Is a Prison)» | 2:58     |  |
| 2.                       | «V (My Body Is a Well)»    | 3:34     |  |